# Алефин
Алефин — село в Стародубском муниципальном округе Брянской области.

## География
Находится в южной части Брянской области по прямой на восток от районного центра города Стародуб. Расположено по обеим берегам р.Веретелки, в 18,5 км к востоку от Стародуба, на древней дороге Стародуб — Синин Мост — Радо(го)щь — Трубчевск.

## История
Село возникло не позже второй половины — конца 15 века и было, по-видимому, поселено владельцем Радогощи и Радогощской волости поляком Олехной Скорупой. В документах оно упоминалось как «Олехино», «Олехвино». После изгнания поляков и образования в 1663 году Стародубского полка, село вошло в состав Стародубской сотни. В этот период часть алефинских жителей записалась в казаки. Крестьянское же население, было приписано к Стародубскому магистрату. С середины 17 века Алефино формировалось как крестьянско-казацкое село, население которого сформировалось из коренных жителей, а также крестьян, переведенных из Мглинского уезда Черниговской губернии и из южной Малороссии. С начала 18 века казацкая старшина стала скупать в Алефино казачьи и крестьянские земли, так что уже к концу века (к 1781 году) значительная их часть перешла к частным владельцам.
Наиболее крупными из них являлись полковой писарь Григорий Скоруппа ( сын богатого стародубского купца)  и генеральный есаул Петр Валькевич. После его смерти в 1753 году, алефинская собственность перешла по наследству к старшему сыну Ивану, а затем к сыновьям Ивана – Владимиру и Александру. В конце 18 века им принадлежало в селе ок. 30 дворов, унаследованных впоследствии сыновьями Александра – штаб-ротмистром Михаилом и штабс-капитаном Павлом. В селе располагалось их имение с домом «о 7 покоях». Часть своих крестьян братья перевели в Алефино из Мглинского уезда Черниговской губернии, а также из Александровского уезда Херсонской губернии. К 1834 году оба брата скончались, не оставив потомства, а принадлежавшие им крестьянские дворы были раскуплены другими помещиками. В 1850-х годах бывшими "скорупповскими" крестьянами владели вдова штабс-ротмистра княгиня Ефросиния Жевахова, жена коллежского асессора Варвара Ждановичева, а также вдова капитана Василия Ивановича Григорович-Барского Анна Петровна (урожд. Туружая), переселившая к тому же в Алефино несколько крестьянских семей из Киевского уезда.
Петр Валькевич приобрел 18 крестьянских дворов  в Алефино. Впоследствии алефинская собственность перешла к наследникам его племянника Ивана Степановича Валькевича. В начале 19 века крестьянами в селе владела майорша Елена Даниловна Валькевичева.
В первой половине 19 века, в Алефино находилась усадьба ротмистра Василия Дубовика, где он жил вместе с женой Агафьей и детьми Прасковьей, Татьяной, Феодосией и Семеном.
После отмены крепостного права, в Алефино поселился польский дворянин Иван Станиславович Дроздовский. В 1876 году, в 58-летнем возрасте, он обвенчался с местной крестьянкой Сикликитией Шмаргуновой. В следующем году у них родился сын Ардалион, звавшийся в селе Александром. И.Дроздовский построил в Алефино усадьбу и обустроил вокруг нее место, позднее получившее название «Дроздовка».
На рубеже 18 и 19 вв. на территории Алефино и на его окраине около озера находились две водяные мельницы с амбарами.
Немалую роль в селе играли и казаки. В 1723 году в Алефино насчитывалось 10 казацких дворов, а к 1781 году их количество увеличилось более, чем втрое. В 1811 году алефинским казачьим атаманом был Корнилий Григорьевич Лукьяненок. В первой трети 19 в. казаки с.Алефино относились к Гриденской казачьей волости.
В 1766 году в Алефино была возведена деревянная Свято-Дмитриевская церковь. В 1872 году в село был перемещен священник с.Новоселок Стародубского уезда Евфим Миролюбский. В то же время, он должен был наблюдать и бывший приход в Новоселках, так как священническое место в Николаевском храме этого села закрылось. В 1881 году исполняющий должность псаломщика в Дмитриевской церкви Иван Трощановский получил сан дьякона.
В 1884 году священником в Алефино стал Василий Добродеев, окончивший курс Орловской духовной семинарии, а через два года его сменил выпускник Черниговской духовной семинарии - Иоанн Тихомиров.
В 1898 году в селе открылась школа грамоты, в которой Закон Божий преподавал священник Дионисий Левицкий, а все остальные предметы – казак Иван Елисеевич Кожадей. При школе существовал церковный хор. Также, в 1906 году в селе действовала церковно-приходская школа, учителем в которой работал Алексей Каротин.

## Население
Численность населения: 460 человек (1859 год), 408 (1892), 49 человек в 2002 году (русские 98 %), 37 в 2010.